# Mannheimer Fußball-Bund
Der Mannheimer Fußball-Bund (MFB) war ein lokaler Fußballverband für die badische Stadt Mannheim. Auf Anregung des Fußballpioniers Walther Bensemann gründeten die sieben Mannheimer Clubs Mannheimer FG 1896, Mannheimer FG Germania 1897, Mannheimer FG Union 1897, Mannheimer FC Viktoria 1897, Mannheimer FC, Mannheimer FV 1898 und Phönix Neckarau am 11. Juni 1899 in der Gaststätte „Liedertafel“ in K 2, 32 den MFB.
Mannheimer FC und Phönix Neckarau traten bis Oktober 1899 wieder aus. Die fünf weiteren Vereine beteiligten sich an der ersten Meisterschaft des Mannheimer Fußball-Bundes in der Saison 1899/00. Diese wurde in einer Spielklasse und in einer einfachen Punktrunde ausgetragen. Die Punktspiele begannen am 30. Oktober 1899 und endeten bereits am 3. Dezember. Erster Mannheimer Meister wurde ungeschlagen die FG 1896. In der Saison 1900/01 wurden keine Meisterschaftsspiele ausgetragen, da es im MFB zu Streitigkeiten über Regelauslegungen und die Frage des Amateurstatus kam.
Im November 1901 wurde das Verbandsgebiet des MFB auf die Mannheimer Umgebung ausgeweitet und der Name des Verbandes demzufolge in Mannheimer Fußball-Bund Wettspielverband Pfalzgau umgeändert. Vereine aus Speyer (FC Viktoria und FG Pfalz), Frankenthal (FV 1900 und VfB), FG Seckenheim und FVgg Schwetzingen traten kurz darauf dem Bund bei, wodurch auch eine zweite Spielklasse geschaffen werden konnte. Dennoch war das Interesse der Beteiligten an Meisterschaftsspielen in beiden Klassen sehr gering und die Punktspiele schleppten sich hin. Weiterhin schwebte das Spielverbot des Verbandes Süddeutscher Fußball-Vereine (VSFV) gegen Nichtverbands-Vereine über den Mitgliedern des VSFV, da nicht alle Clubs im Bund auch dem süddeutschen Verband angehörten.
Ende März 1902 wurden die Punktspiele in beiden Klassen abgebrochen. Zu diesem Zeitpunkt führte die FG 1896 nach vier von sechs ausgetragenen Spielen die Tabelle der 1. Klasse an. Nachdem der 1. Vorsitzende Carl Specht von einer Tagung des DFB am 17. und 18. Mai 1902 zurückkam, beschloss der Mannheimer Fußball-Bund Wettspielverband Pfalzgau seine Auflösung. Die Mitgliedsvereine sollten sich doch dem süddeutschen Verband anschließen. Erst in der Saison 1903/04 wurde der Punktspielbetrieb in Mannheim und Umgebung fortgesetzt, als durch den VSFV bzw. SFV der Unterbezirk „Pfalzgau“ im Nordkreis geschaffen und Meisterschaften in einer A und B-Klasse ausgetragen wurden.

## Meisterschaften des Mannheimer Fußball-Bundes
- Saison 1899/00:
  - Meister: Mannheimer FG 1896

- Saison 1900/01:
  - keine Meisterschaft ausgetragen

## Meisterschaften des Mannheimer Fußball-Bundes Wettspielverband Pfalzgau
- Saison 1901/02:
  - 1. Klasse: Meisterschaft im März 1902 abgebrochen
  - 2. Klasse: Meisterschaft im März 1902 abgebrochen